# Aloe irafensis
Aloe irafensis és una espècie de planta amb flors del gènere àloe dins la família de les asfodelàcies (Asphodelaceae). L'epítet irafensis fa referència a l'aparició de l'espècie al Jabal Iraf al Iemen.
La primera descripció de John Jacob Lavranos, Thomas A. McCoy i Abdul Nasser Al-Gifri es va publicar el 2004, però no va ser vàlida. Es va realitzar una validació de la descripció en 2008.

## Distribució
L'Aloe irafensis és comú al Iemen en boscos de Juniperus excelsa a altituds del voltant de 1200 a 1250 metres.